# José María Armenta
José María Armenta (1775?-31 de diciembre de 1810) fue un arriero e insurgente novohispano, precursor de la Independencia de México junto a Miguel López de Lima en la entonces provincia de Antequera, hoy estado de Oaxaca.

## Biografía
Sobre su vida se sabe poco. Carlos María de Bustamante refiere que Armenta era nativo del rancho del Cacalote, cercano a Puruándiro. El 23 de octubre Miguel Hidalgo le dio a Miguel López de Lima el rango de coronel y la encomienda de iniciar la rebelión en la provincia sureña de Antequera. López tomó como su segundo al mando a Armenta, y ambos se acompañaron de Sebastián Pérez como mozo. Al llegar a la ciudad de Oaxaca se hicieron pasar como vendedores de pastura, pero las autoridades locales los apresaron al considerarlos sospechosos, el 9 de noviembre de 1810. Fueron liberados al no encontrárseles culpa alguna.
Ambos pensaron que el intendente José María Lasso Nacarino por ser criollo podría ser simpatizante del movimiento independentista, por lo que le hicieron saber cuál era la verdadera intención de su presencia y le mostraron un documento de Hidalgo que llevaban oculto en los zapatos. Lasso los volvió a encarcelar en el convento de Santo Domingo de Guzmán y los envió al Real Sala de Crimen que les negó el indulto y los condenó a la horca el 15 de diciembre, sentencia que se consumó el 31 de diciembre de 1810 en las canteras de Jalatlaco tras un acto solemne. Su cuerpo junto al de López fue descuartizado y sus cabezas fueron colocados en el camino a Etla como escarmiento.
José María Morelos tras tomar Oaxaca en su cuarta campaña, ordenó la exhumación de los restos de Armenta y de Miguel López la noche del 3 de diciembre de 1812. Al día siguiente ordenó su traslado desde el convento del Carmen Alto a la catedral de Oaxaca, en medio de una gran conmemoración que incluyó misas y honores.

## En su honor
- Un municipio de Oaxaca lleva el nombre de Santo Domingo Armenta
- Una calle del Centro histórico de Oaxaca de Juárez lleva el nombre de Armenta y López.[7]